# Willow (jeu d'arcade)
Pour le jeu vidéo de rôle, voir Willow (jeu vidéo, NES).
Willow est un jeu vidéo de plates-formes développé par Capcom et édité par Capcom sous licence Lucasfilm Ltd. sur CP System en juin 1989. Le jeu est basé sur le film Willow et son personnage principal Willow,.